# Annette Herzog
Annette Herzog (født 1960 i Ludwigsfelde nær Potsdam) er en dansk/tysk børnebogsforfatter.